# Tereza Jančová
Tereza Jančová (31 marzo 1999) è un'ex sciatrice alpina slovacca.

## Biografia
La Jančová, originaria di Zvolen e attiva dal dicembre del 2015, ha esordito in Coppa Europa il 4 dicembre 2016 a Trysil in slalom gigante, senza qualificarsi per la seconda manche; ai Mondiali di Sankt Moritz 2017, sua unica presenza iridata, ha vinto la medaglia d'argento nella gara a squadre (partecipando come riserva) e si è classificata 49ª nello slalom gigante e 43ª nello slalom speciale. In Coppa Europa ha ottenuto il miglior piazzamento il 18 febbraio 2018 a Bad Wiessee in slalom speciale (30ª) e ha preso per l'ultima volta il via il 7 dicembre 2018 a Kvitfjell in combinata, senza completare la prova; si è ritirata durante la stagione 2019-2020 e la sua ultima gara è stata lo slalom speciale dei Campionati slovacchi 2020, disputato il 4 febbraio a Vratná e non completato dalla Jančová; non ha debuttato in Coppa del Mondo né preso parte a rassegne olimpiche.

## Palmarès

### Mondiali
- 1 medaglia:
  - 1 argento (gara a squadre a Sankt Moritz 2017)

### Coppa Europa
- Miglior piazzamento in classifica generale: 175ª nel 2018

### Campionati slovacchi
- 7 medaglie[1]:
  - 4 ori (slalom gigante nel 2017; slalom gigante nel 2018; slalom gigante, slalom speciale nel 2019)
  - 2 argenti (slalom speciale nel 2017; slalom speciale nel 2018)
  - 1 bronzo (slalom speciale nel 2016)